# Stratford St Andrew
Stratford St Andrew lub Statford St Andrew – wieś i civil parish w Anglii, w Suffolk, w dystrykcie East Suffolk. W 2011 civil parish liczyła 185 mieszkańców. Stratford St. Andrew jest wspomniana w Domesday Book (1086) jako Straffort.